# Dione (mitologia)

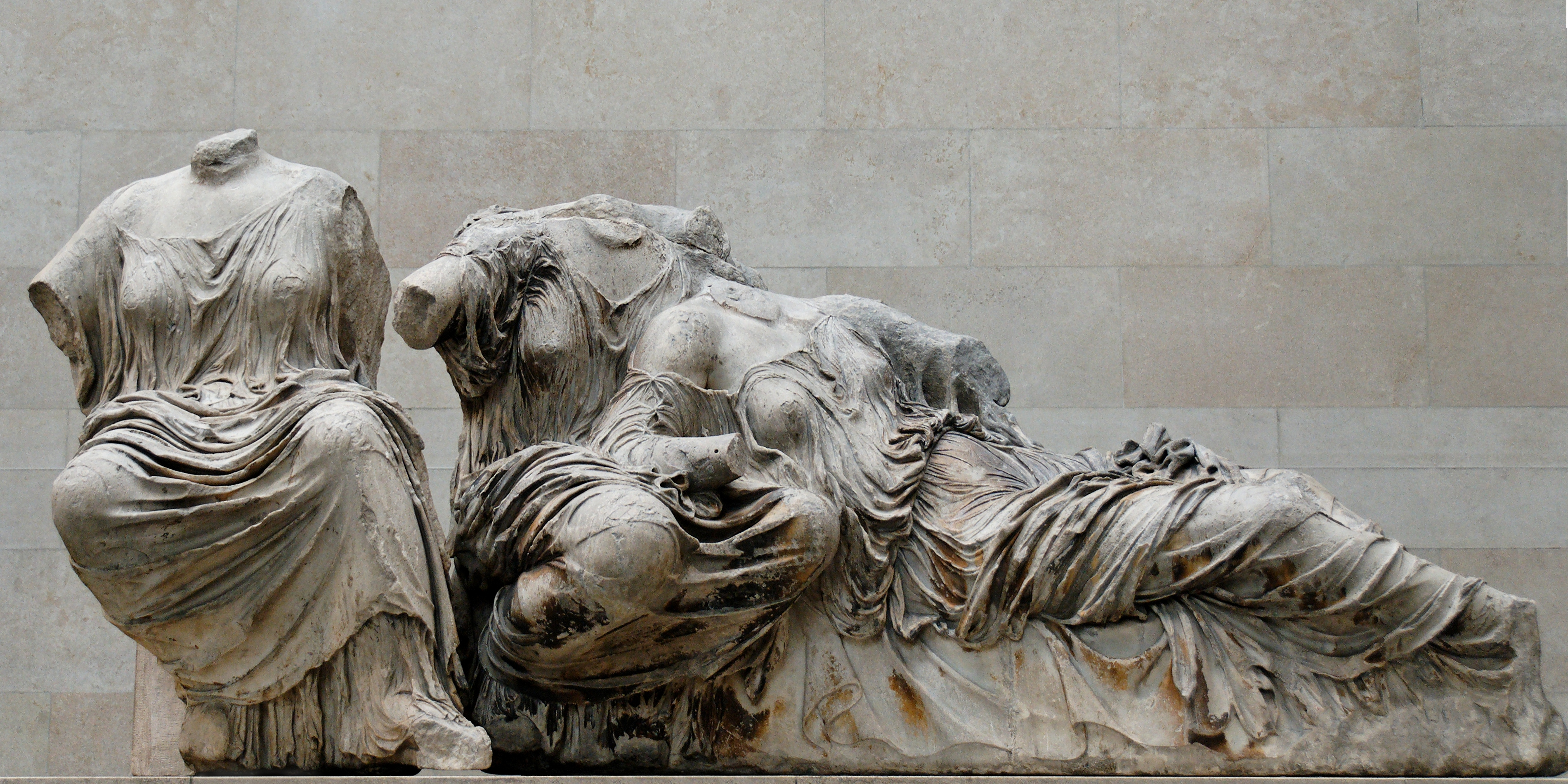
Trzy boginie z ateńskiego Partenonu, którym przypisuje się imiona Hestia, Dione i Afrodyta

Dione (stgr. Διώνη) – postać z mitologii greckiej. Jej genealogię różnie podają różni autorzy.
Jedna z wersji umieszcza Dione wśród bóstw pierwszego pokolenia. Jej rodzicami mieliby być Uranos i Gaja albo też Okeanos i Tetyda, których w pierwszej wersji byłaby siostrą. W drugim zaliczałaby się do ich córek – Okeanid. Inna wersja zalicza Dione do córek Atlasa, tytana dźwigającego sklepienie nieba. Robert Graves zalicza ją do Plejad, córek Atlasa, co potwierdza Pierre Grimal, jednak inne źródła takiej Plejady nie wymieniają.
W Dione zakochał się Zeus, a owocem jego uczucia stała się bogini miłości, Afrodyta. Za mąż wyszła za Tantala, aczkolwiek jako jego żonę podaje się także Euryanassę. Dione urodziła Tantalowi dzieci, którym nadano imiona Pelops, Niobe. Być może też Broteas był ich synem. Jednakże jako matkę tego grona wymienia się także Euryanassę, Eurytemistę oraz Klytię.
Potomstwo Dione
|       |       |       |       | Tantal | Tantal | Tantal | Tantal | Tantal | Tantal |        |        | Dione  | Dione  | Dione | Dione | Dione   | Dione   |         |         |         |         |
|       |       |       |       | Tantal | Tantal | Tantal | Tantal | Tantal | Tantal |        |        | Dione  | Dione  | Dione | Dione | Dione   | Dione   |         |         |         |         |
|       |       |       |       |        |        |        |        |        |        |        |        |        |        |       |       |         |         |         |         |         |         |
|       |       |       |       |        |        |        |        |        |        |        |        |        |        |       |       |         |         |         |         |         |         |
| Niobe | Niobe | Niobe | Niobe | Niobe  | Niobe  |        |        | Pelops | Pelops | Pelops | Pelops | Pelops | Pelops |       |       | Broteas | Broteas | Broteas | Broteas | Broteas | Broteas |